# The Stadium
The Stadium (do 1964 r. Empire Stadium lub Empire Sports Ground) – nieistniejący wielofunkcyjny stadion w Gżirze na Malcie. Funkcjonował w latach 1922–1981, stanowiąc wówczas największy i najważniejszy obiekt sportowy kraju. Jego trybuny mogły pomieścić do 30 000 widzów.
Stadion otwarto 4 listopada 1922, dzięki wieloletnim staraniom Carmelo „Memé” Scicluny. Stał się on głównym stadionem Malty (wówczas kolonii brytyjskiej), zastępując w tej roli istniejący od 1912 r. Mile End Football Ground w Ħamrun. W 1933 r. przeszedł gruntowną przebudowę, a pierwszy mecz po jej zakończeniu rozegrano na nim 24 grudnia 1933. Kolejna znacząca modernizacja nastąpiła w 1951 r. W 1964 r. przemianowano go na The Stadium. Z uwagi na piaszczystą nawierzchnię boiska określano go mianem „Piekła Gżiry”. 29 listopada 1981 odbył się na nim ostatni mecz piłkarski. W kolejnych latach obiekt przestał być użytkowany, popadając w ruinę. Rolę najważniejszego stadionu Malty przejął wówczas nowo otwarty Stadion Narodowy w Ta’ Qali (w radzie lokalnej Attard). Pozostałości obiektu rozebrano w 2019 r.
Przez lata obiekt gościł spotkania rozgrywek piłkarskich na Malcie, w tym mecze najwyższego poziomu ligowego, czy finały pucharu kraju. Na stadionie regularnie występowała również piłkarska reprezentacja Malty, która rozegrała na nim m.in. swój pierwszy mecz w historii – 24 lutego 1957 przeciwko Austrii (2:3). Oprócz spotkań piłkarskich obiekt gościł również inne zawody sportowe, m.in. lekkoatletyczne, bokserskie, zapaśnicze, motocyklowe, a także wyścigi koni, kuców, osłów, czy chartów.
Jeden mecz na tym obiekcie rozegrała piłkarska reprezentacja Polski – 7 grudnia 1980 na inaugurację eliminacji MŚ 1982 (grupy 7), pokonując gospodarzy 2:0 w spotkaniu przerwanym w 78. minucie i zweryfikowanym jako walkower 2:0 dla „biało-czerwonych”.